# Luba, Guineea Ecuatorială
Luba  este un oraș  în Guineea Ecuatorială. Este reședința provinciei Bioko Sur.